# Prevost-Hörnchen
Das Prevost-Hörnchen (Callosciurus prevostii) ist eine Hörnchenart aus der Gattung der Echten Schönhörnchen (Callosciurus). Sie kommt in Südostasien im Süden Thailands und auf der malaiischen Halbinsel sowie auf Java, Sumatra und zahlreichen umliegenden Inseln vor.

## Merkmale
Das Prevost-Hörnchen erreicht eine Kopf-Rumpf-Länge von etwa 24 Zentimetern und ein Gewicht von etwa 350 bis 400 Gramm. Der Schwanz erreicht ebenfalls eine Länge von etwa 24 Zentimetern und ist damit ebenso lang wie der Restkörper. Die Färbung der Tiere ist sehr variabel und variiert sowohl innerhalb wie zwischen den Unterarten. Sie kann einfarbig schwarz sein, bei den meisten Formen ist sie jedoch zweifarbig oder dreifarbig rot, weiß und schwarz. Häufig ist der Bauch rot und der Rücken dunkel gefärbt, wobei zwischen Bauch und Rücken ein weißer Streifen liegt.

## Verbreitung

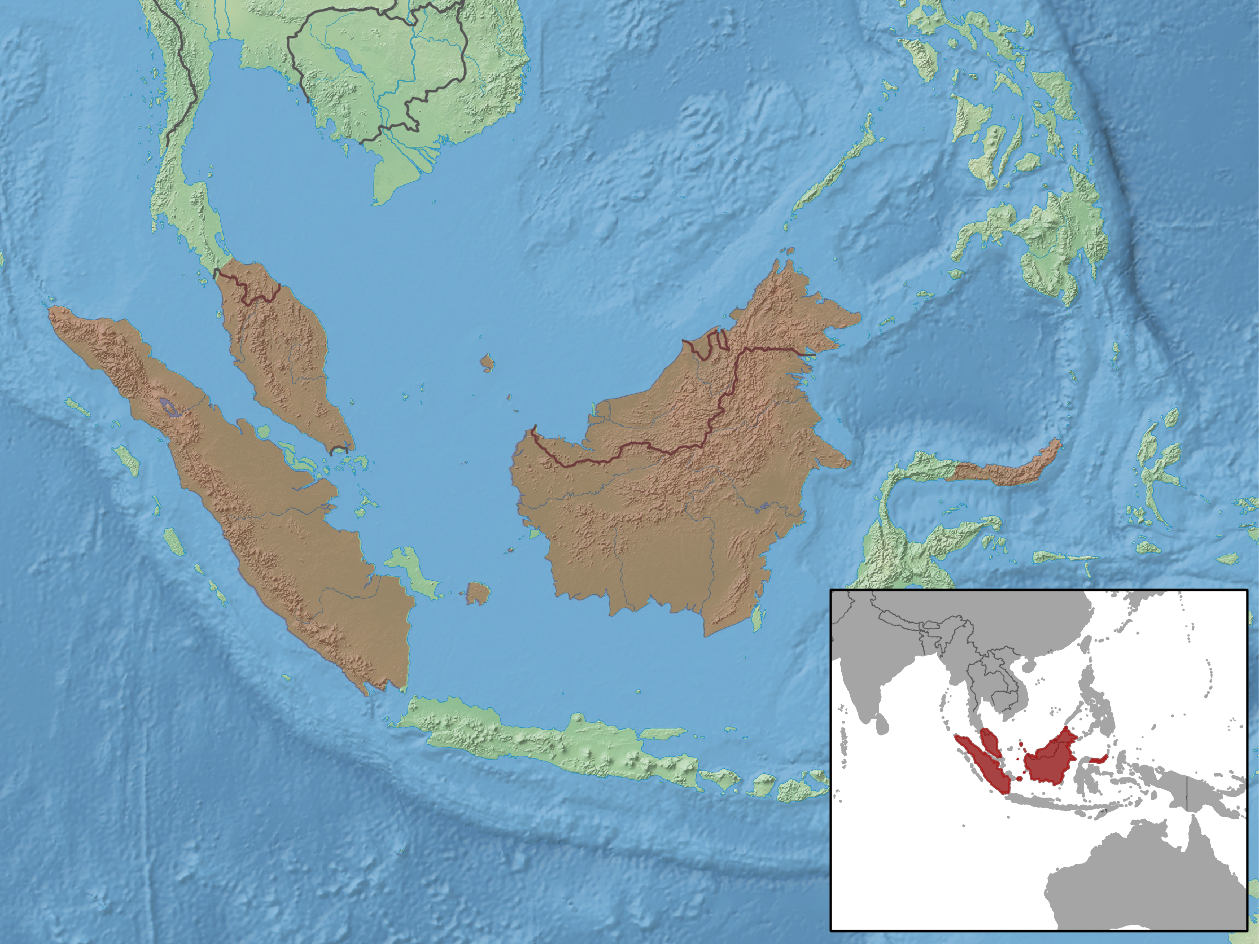
Verbreitungsgebiet des Prevost-Hörnchens (braun) nach IUCN.

Das Prevost-Hörnchen kommt im Süden Thailands und auf der malaiischen Halbinsel sowie auf Java, Sumatra und zahlreichen umliegenden Inseln vor. Auf Sulawesi wurde die Art eingeführt.
Auf Borneo kommt die Art bis in Höhen von 1200 Metern vor.

## Lebensweise
Das Prevost-Hörnchen ist wie alle anderen Arten der Gattung primär baumlebend (arboricol), geht zur Nahrungssuche jedoch auch auf den Boden. Es kommt in verschiedenen Waldlebensräumen vor, vor allem in hohen Sekundärwäldern und in Regenwäldern. Zudem kann es in Gärten und Plantagen vorkommen, wo es sich von Früchten ernährt. Bei Untersuchungen im Krau Wildlife Reserve in Pahang, Malaysia, wurden Bestandsdichten von 38 Individuen pro Hektar festgestellt. Im Bereich des Weng River auf der malaiischen Halbinsel war die Art die am zweithäufigsten gefangene Art bei Fallenfängen und wies eine Dichte von durchschnittlich 3,3 Tieren pro Quadratkilometer auf, im Danum Valley, Sabah, wurden durchschnittlich 7,3 Individuen pro Quadratkilometer gefangen.
Die Hauptaktivitätszeit der tagaktiven Hörnchen liegt am frühen Morgen sowie im späten Nachmittag. Im Krau Wildlife Reserve verbringen die Tiere die meiste Zeit in mittleren und oberen Baumregionen in Höhen zwischen 6 und fast 40 Metern. Sie ernähren sich vor allem von Pflanzen, insbesondere Samen (bis 60 %) und Früchten (etwa 20 %, davon etwa 10 % Feigen) sowie Rinden und Baumharz (ca. 10 %), Blättern und Knospen (ca. 5 %) sowie Blüten. Hinzu kommen Insekten, etwa Termiten und Käferlarven, die sie aus Totholz herausholen. Unter den Früchten favorisieren sie süße und ölig-fleischige Früchte. Gelegentlich transportieren die Tiere Früchte und Samen von einem Baum an eine andere, häufig geschütztere Stelle und fressen diese dort, oder nutzen sie, um Jungtiere zu füttern. In einigen Plantagen, vor allem in Palmöl- und Kokosnussplantagen werden die Tiere als Schädlinge betrachtet.

## Systematik

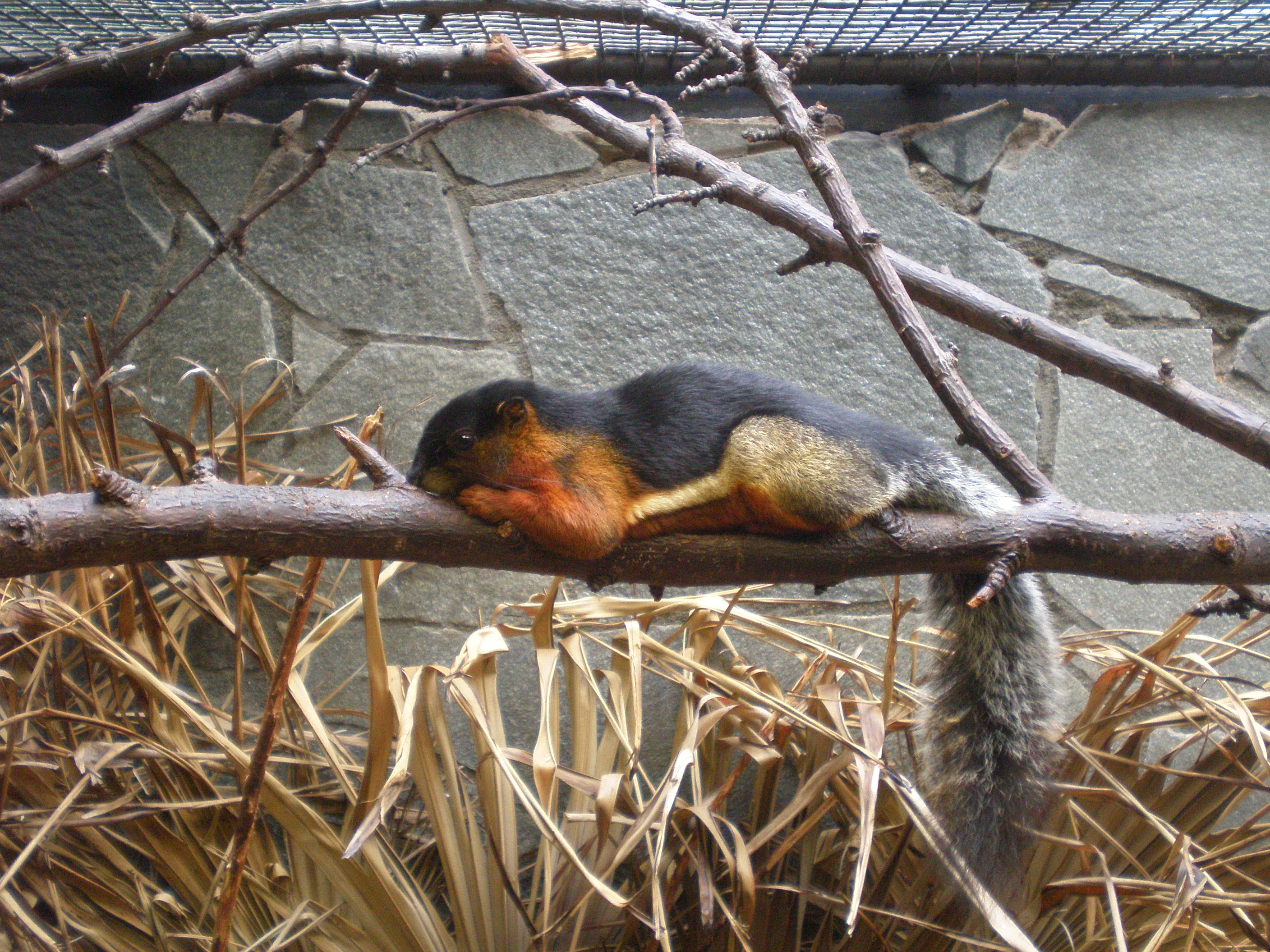
Prevost-Hörnchen im Zoo

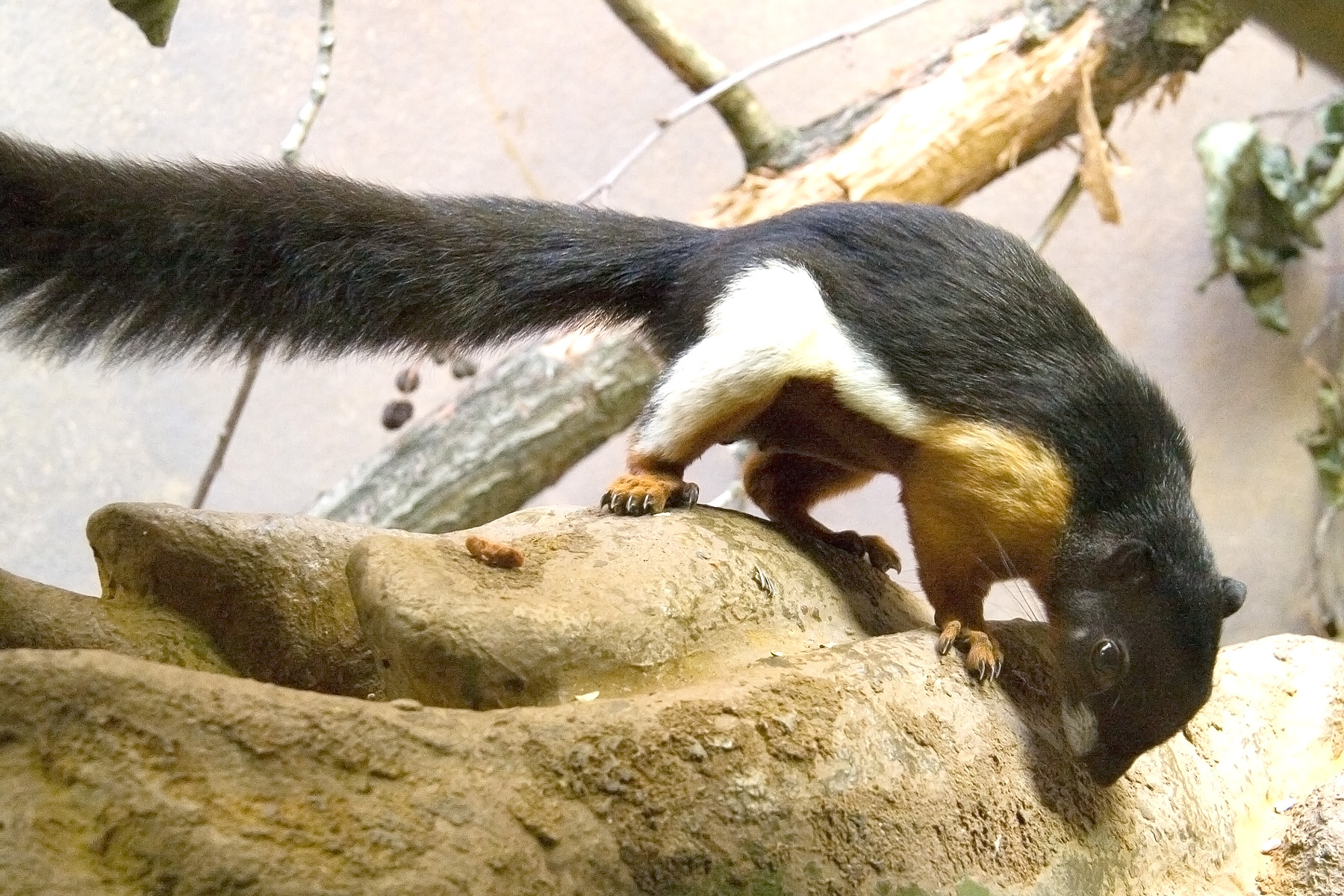
Prevost-Hörnchen im Zoo Frankfurt

Das Prevost-Hörnchen wird als eigenständige Art innerhalb der Gattung der Echten Schönhörnchen (Callosciurus) eingeordnet, die aus 15 Arten besteht. Die wissenschaftliche Erstbeschreibung stammt von Anselme Gaëtan Desmarest aus dem Jahr 1822, der die Art anhand von Individuen aus der Stadt Malakka, Malaysia, beschrieb. Aufgrund der Vielfalt der Färbungen und dem Vorkommen auf mehreren Inseln gibt es viele weitere Beschreibungen der Art, die heute als Synonyme betrachtet werden. Das Kinabalu-Hörnchen (Callosciurus baluensis) wurde zeitweise als Unterart des Prevost-Hörnchens angesehen, wird aktuell jedoch als eigene Art akzeptiert.
Innerhalb der Art werden je nach Quelle mit der Nominatform 8 bis 47 benannte Unterarten unterschieden. Die folgende Darstellung folgt Thorington et al. 2012:

### Festlandformen
Im Süden Thailands und auf der malaiischen Halbinsel werden drei Unterarten unterschieden.
- Callosciurus prevostii prevostii (Desmarest, 1822)[4]: Nominatform; Vorkommen im Süden Malaysias vom südlichen Pahang und Negeri Sembilan südwärts. Die Form hat einen schwarzen Rücken und darunter ein breites cremeweißes Band, das sich vom Gesicht bis zu den Hüften zieht. Auf der Bauchmitte befindet sich eine dünne schwarze Linie.
- Callosciurus prevostii humei (Bonhote, 1901)[5]: Vorkommen im westlich-zentralen Malaysia im Süden von Perak und Selangor. Die Form hat einen schwarzen Rücken und schwarze Wangen sowie einen roten Bauch, die Färbung zieht sich rot-orange über die Vorderbeine und die Schulter. Von der Schulter bis zur Hüfte zieht sich ein cremeweißes Band.
- Callosciurus prevostii wrayi (Kloss, 1910)[6]: Vorkommen vom südlichen Thailand bis in den Norden von Pahang und Perak. Die Form entspricht in ihrer Färbung C. p. humei mit einer weniger intensiven Schulterfärbung.

### Formen auf Sumatra

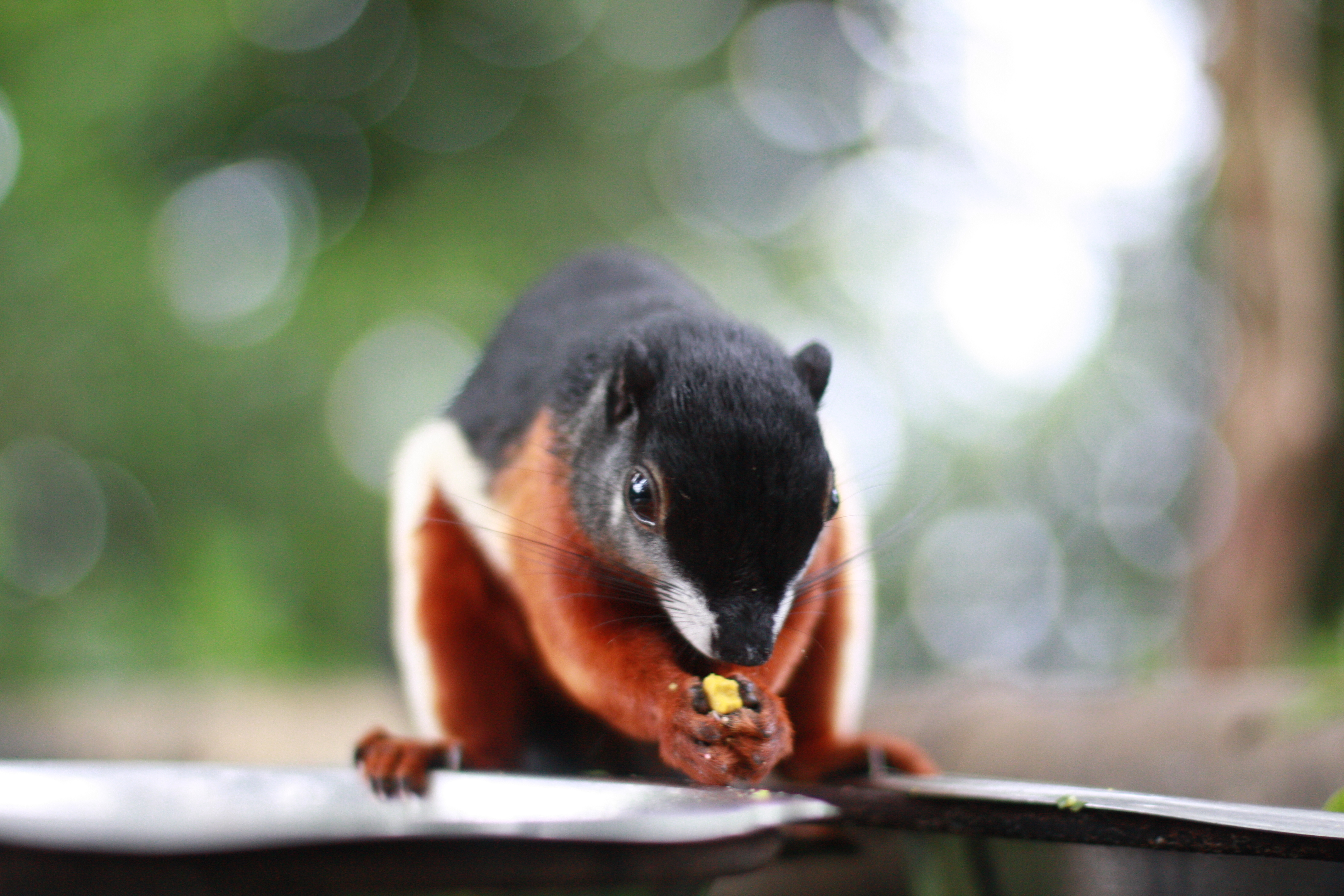
Prevost-Hörnchen der Unterart Callosciurus prevostii rafflesii

Auf Sumatra werden zwei oder drei Unterarten unterschieden:
- Callosciurus prevostii melanops (Miller, 1902)[7]: Vorkommen im Osten Sumatras. Die Form entspricht in ihrer Färbung weitestgehend C. p. humei, die Bauchseite ist dabei eher rotbraun.
- Callosciurus prevostii piceus (Peters, 1866)[8]: Vorkommen im Norden Sumatras. Die Form hat einen schwarzen Rücken und einen rotbraunen Bauch ohne hellen Streifen.
- Callosciurus prevostii rafflesii (Vigors & Horsfield, 1828)[9]: Vorkommen im Süden Sumatras. Die Form hat einen schwarzen Rücken und einen kastanienbraunen Bauch, Vorderbeine und Schultern. Von der Schulter zieht sich ein helles Band zu den Hüften, das nach hinten breiter wird. Die Wangen sind grau mit einem weißen Fleck seitlich der Nase.

### Formen auf Borneo und umliegenden Inseln
Auf Borneo werden acht Unterarten unterschieden, hinzu kommen drei weitere auf kleineren Inseln vor der Küste Borneos:
- Callosciurus prevostii atricapillus (Schlegel, 1863)[10]: Vorkommen im Osten von Westkalimantan südlich des Rajang sowie im nördlichen Zentralkalimantan, Indonesien. Die Form hat eine olive-sandbraune Rückenfärbung mit einem schwarzen Rumpf und Kopf.
- Callosciurus prevostii atrox (Miller, 1913)[11]: Vorkommen in Westkalimantan. Die Form hat eine olivebraune Rückenfärbung mit einem schwarzen Schwanz.
- Callosciurus prevostii borneoensis (Müller & Schlegel, 1842)[12]: Vorkommen im südwestlichen Sarawak, Malaysia, und im angrenzenden Westkalimantan. Die Form hat eine schwarze Rückenfärbung mit rötlichen Schultern. Die Hüfte und der Schwanz sind grau meliert, an den Seiten befindet sich ein cremeweißer Streifen.
- Callosciurus prevostii caedis (Chasen & Kloss, 1932)[13]: Vorkommen auf den Inseln Banggi und Balambangan nördlich von Borneo. Die Form hat einen vollständig schwarzen Rücken und entspricht C. p. pluto und C. p. rufoniga.
- Callosciurus prevostii coomansi Sody, 1949[14]: Vorkommen auf einer Insel im Kapuas-Delta in Westkalimantan. Die Form hat eine schwarze Rückenfärbung mit rötlichbraunen Schultern. Die Hüfte und der Schwanz sind grau meliert, an den Seiten befindet sich ein cremeweißer Streifen.
- Callosciurus prevostii palustris (Lyon, 1907)[15]: Nördlich des Kapuas in Westkalimantan. Die Form entspricht Callosciurus prevostii borneoensis, allerdings ohne rötliche Schulterfärbung.
- Callosciurus prevostii pluto (Gray, 1867)[16]: Vorkommen in Sabah, Malaysia. Die Form hat einen vollständig schwarzen Rücken und entspricht C. p. caedis und C. p. rufoniga.
- Callosciurus prevostii rufoniga (Gray, 1842)[16]: Vorkommen auf der Insel Labuan, Malaysia. Die Form hat einen vollständig schwarzen Rücken und entspricht C. p. caedis und C. p. pluto.
- Callosciurus prevostii sanggaus (Lyon, 1907)[17]: Vorkommen in Westkalimantan südlich des Kapuas. Die Form entspricht Callosciurus prevostii borneoensis, allerdings mit hellerer Schulterfärbung.
- Callosciurus prevostii sarawakensis (Gray, 1867)[18]: Vorkommen in Sarawak, Malaysia. Die Form hat einen vollständig grau melierten Rücken, häufig mit einem rötlichen Einschlag im vorderen Bereich.
- Callosciurus prevostii waringensis Sody, 1949[14] Vorkommen in Zentralkalimantan. Die Form entspricht C. p. sanggaus, allerdings mit helleren Hüften und weniger rötlichen Schultern.

Neben diesen Unterarten existieren weitere Populationen auf etwa 15 weiteren Inseln, die teilweise benannt sind und ebenfalls Unterarten darstellen können.

## Status, Bedrohung und Schutz
Das Prevost-Hörnchen wird aufgrund des großen Verbreitungsgebietes und seines häufigen Vorkommens von der International Union for Conservation of Nature and Natural Resources (IUCN) als nicht gefährdet (Least Concern) eingeordnet. Die Art ist zudem anpassungsfähig gegenüber Lebensraumveränderungen, ein Bestandsrückgang ist nicht zu beobachten. Als potenzielle Bestandsbedrohungen gelten vor allem in den Flachlandgebieten der Holzeinschlag und die Umwandlung von Waldflächen in Plantagen. In einigen Teilen seines Verbreitungsgebietes, vor allem in Sarawak, wird sie für den Haustierhandel stark bejagt.

## Etymologie
Der Name des Prevost-Hörnchens wurde dem französischen Geologen Louis Constant Prévost (1787–1856) gewidmet.

## Belege
1. 1 2 3 4 5 6 7  
Richard W. Thorington Jr., John L. Koprowski, Michael A. Steele: Squirrels of the World. Johns Hopkins University Press, Baltimore MD 2012; S. 148–150, ISBN 978-1-4214-0469-1.
2. 1 2 3 4 5 6 7 8  
Callosciurus prevostii in der Roten Liste gefährdeter Arten der IUCN 2014.2. Eingestellt von: J.W. Duckworth, S. Hedges, 2008. Abgerufen am 26. Oktober 2014.
3. 1 2 3 4  
Callosciurus prevostii In: Don E. Wilson, DeeAnn M. Reeder (Hrsg.): Mammal Species of the World. A taxonomic and geographic Reference. 2 Bände. 3. Auflage. Johns Hopkins University Press, Baltimore MD 2005, ISBN 0-8018-8221-4.
4. 1 2  Anselme Gaëtan Desmarest, S. 335
5. ↑  John James Lewis Bonhote, S. 170.
6. ↑  Cecil Boden Kloss, S. 148.
7. ↑  Gerrit Smith Miller Jr. (1902), S. 151.
8. ↑  Wilhelm Peters, S. 429.
9. ↑  Thomas Horsfield, S. 248.
10. ↑  Hermann Schlegel, S. 27.
11. ↑  Gerrit Smith Miller Jr. (1913), S. 23.
12. ↑  Salomon Müller u. a., S. 86.
13. ↑  Frederick Nutter Chasen u. a., S. 25.
14. 1 2  Henri Jacob Victor Sody, S. 103.
15. ↑  Marcus Ward Lyon Jr., S. 553.
16. 1 2  John Edward Gray (1867), S. 283.
17. ↑  Marcus Ward Lyon Jr., S. 554.
18. ↑  John Edward Gray (1842), S. 263.